# Dinner time
Dinner time (Hora de cenar) es un cortometraje animado estadounidense de 1928, producido por Amadee J. Van Beuren, dirigido por Paul Terry, codirigido por John Foster y producido en Van Beuren Studios. Josiah Zuro arregló y dirigió la partitura musical "sincronizada". La película es parte de una serie titulada Aesop's Film Fables y presenta a Farmer Al Falfa, creación de Paul Terry, que trabaja como carnicero y se defiende de un grupo de perros molestos.
Dinner time fue uno de los primeros dibujos animados con sonido en película exhibido públicamente. Se estrenó en el Strand Theatre de Nueva York en agosto de 1928 y fue estrenada por Pathé Exchange el 14 de octubre, un mes antes de la caricatura sonora Steamboat Willie de Walt Disney. Dinner time no tuvo éxito entre el público y la película de Disney sería ampliamente promocionada como la primera caricatura con sonido sincronizado por razón alguna.